# Gibraltar Chronicle
Il Gibraltar Chronicle è un quotidiano nazionale pubblicato a Gibilterra dal 1801. È diventato un quotidiano nel 1821 ed è il più antico quotidiano affermato di Gibilterra e il secondo più antico giornale di lingua inglese al mondo ad essere stato in stampa continua. Gli uffici editoriali sono situati alla Watergate House, e le stamperie si trovano nella zona industriale di New Harbours.